# Głębock (Basse-Silésie)
Pour les articles homonymes, voir Głębock.
Głębock est une localité polonaise de la gmina de Podgórzyn, située dans le powiat de Jelenia Góra en voïvodie de Basse-Silésie.